# レーザービーム/微かなカオリ
「レーザービーム／微かなカオリ」（レーザービーム/かすかなカオリ）は、日本のテクノポップユニット・Perfumeの13枚目のシングル。2011年5月18日に徳間ジャパンコミュニケーションズから発売された。規格品番は初回限定盤がTKCA-73650、通常盤がTKCA-73655。

## 解説
「ねぇ」以来約半年ぶりとなる2011年第1弾シングル。当初、このシングルは2011年4月20日に発売予定だったが、同年3月11日午後14時46分に発生した東北地方太平洋沖地震(東日本大震災)の影響による制作遅延のため発売が延期された。収益の一部は震災復興の義援金として寄付された。
表題曲の「レーザービーム」は、「キリンチューハイ 氷結」CMソング。CMでも使用された「ストレイト」「シュワりと」という歌詞は、作詞を担当した中田ヤスタカが、氷結を意識して考えたもの。レコーディングからCMが放映を開始するまでがわずか2週間であったことから、Perfumeの楽曲史上、最も「レコーディングから発表までの期間が短かった」曲と言われている。
楽曲振付担当のMIKIKOは、野球をイメージさせる歌詞「グラウンドに立つキミの姿が眩しくて」からインスパイアされて、この部分の振付を野球の送球フォームを真似て考案した。これは、MLB・シアトル・マリナーズのイチローの送球に比喩としてしばしば用いられる「レーザービーム」からの発想である。また、プロ野球・北海道日本ハムファイターズの谷口雄也に二軍戦で使用されている応援歌はこの曲が原曲である。
PVは関和亮が担当し、女スパイを主人公としたストーリー展開となった。撮影の最中に東日本大震災が発生したため撮影が中断し、ストーリーは冒頭部分のみのショートバージョンとなった。メンバーの希望もあり、ニューアルバム『JPN』初回限定版のDVDにフルバージョンが収録された。また、自身4回目の出場となる、「第62回NHK紅白歌合戦」でフルバージョンを披露した。
カップリング曲の「微かなカオリ」は、「キリンチューハイ 氷結 やさしい果実の3%」CMソングで、「レーザービーム」と同じくCMのために書き下ろされた曲。

## 収録曲
CD
| 全作詞・作曲: 中田ヤスタカ（編曲含む）。 | |                           |                           |      |
| #                                        | タイトル | 作詞                      | 作曲・編曲                | 時間 |
| 1.                                       | 「レーザービーム」(「キリンチューハイ 氷結」CMソング、テレビ東京系｢JAPAN COUNTDOWN｣2011年5月度エンディングテーマ) | 中田ヤスタカ （編曲含む） | 中田ヤスタカ （編曲含む） | 3:30 |
| 2.                                       | 「微かなカオリ」                                                                                                  | 中田ヤスタカ （編曲含む） | 中田ヤスタカ （編曲含む） | 4:49 |
| 3.                                       | 「レーザービーム -Original Instrumental-」                                                                        | 中田ヤスタカ （編曲含む） | 中田ヤスタカ （編曲含む） | 3:31 |
| 4.                                       | 「微かなカオリ -Original Instrumental-」                                                                          | 中田ヤスタカ （編曲含む） | 中田ヤスタカ （編曲含む） | 4:48 |
| 合計時間:                                | 合計時間: | 16:38                     |                           |      |

### DVD（初回限定盤のみ）
1. レーザービーム -Video Clip [Short Ver.]-
2. ジャケット撮影時メイキング映像

## アルバム収録
- レーザービーム
  - 『JPN』(Album-mix)
  - 『Perfume Global Compilation "LOVE THE WORLD"』
  - 『Perfume The Best “P Cubed”』
- 微かなカオリ
  - 『JPN』
  - 『Perfume The Best “P Cubed”』